# Seahenge
Seahenge, también conocido como Holme I, fue un monumento prehistórico ubicado en el pueblo de Holme-next-the-Sea, cerca de Old Hunstanton en el condado inglés de Norfolk. Un círculo de madera con una raíz de árbol hacia arriba en el centro, Seahenge, junto con el círculo de madera cercano Holme II, se construyeron en la primavera-verano de 2049 a. C., durante la Edad del Bronce en Gran Bretaña. La teoría contemporánea es que se utilizaron con fines rituales; en particular Holme II ha sido interpretado como un monumento mortuorio que originalmente pudo haber formado el límite de un túmulo funerario.
Con el fin de preservar la madera en el sitio de la exposición al aire, debido a la reciente exposición de los restos por el mar, se excavó en la primavera de 1999, y sus restos llevados a un museo arqueológico y luego a un museo marítimo para la conservación de la madera. En 1999, algunos de los excavadores colocaron una reproducción cerca del sitio. En 2008, después de más estudios, se erigió una segunda reproducción cerca de la ubicación del original. Debido a la controversia sobre la excavación de Seahenge, Holme II se dejó en el lugar para ser monitoreado ya que es gradualmente destruido por la erosión. 
Seahenge se llama así por analogía con Stonehenge, pero Seahenge no poseía un henge real (una zanja de cierre monumental, con un banco apilado fuera), lo que lo convierte en una categoría diferente de monumento. 

## Descripción
El sitio constaba de un anillo exterior compuesto por cincuenta y cinco pequeños troncos de roble divididos que formaban un recinto más o menos circular de alrededor de 7 por 6 metros. En lugar de colocarse en agujeros individuales, las vigas se colocaron alrededor de una zanja de construcción circular. Sus lados divididos miraban hacia adentro y su corteza hacia afuera (con una excepción en la que ocurre lo contrario). Uno de los troncos en el lado suroeste tenía una bifurcación en forma de Y angosta que permitía el acceso al área central. Se había colocado otro poste fuera de esta entrada, lo que habría impedido que nadie viera el interior. Las vigas se enterraron a una profundidad de 1 metro de la superficie contemporánea, aunque no se sabe cuánto se extendían originalmente hacia arriba. En el centro del anillo había un gran tocón de roble invertido. En el momento de la construcción, el sitio estaba rodeado de marismas.
Seahenge se construyó a principios de la Edad del Bronce, un período de tiempo que vio la creciente adopción de la agricultura y el sedentarismo en Gran Bretaña. Quienes construyeron el monumento utilizaron al menos cincuenta hachas de bronce diferentes, que se usaron para dar forma a la madera a las longitudes y formas deseadas, en un momento en que, según creen los arqueólogos, las herramientas de bronce todavía eran relativamente raras y tenían sólo se introdujo en Gran Bretaña unos pocos siglos antes .
Utilizando una variedad de técnicas científicas, los arqueólogos han llegado a la conclusión de que todos los árboles utilizados en la construcción del monumento fueron talados en el mismo año, 2049 a. C., mientras que la condición de la albura indicaba que había sido cortada en primavera o principios de verano. Los robles habrían sido transportados desde cierta distancia ya que no son comunes cerca del sitio. Según Watson (2005) al haber sido todos los árboles talados al mismo tiempo, sugeriría fuertemente que la construcción del círculo fue hecha en un solo evento, y que se habría requerido una gran cantidad de trabajo para talar, transportar, preparar y erigir la madera, por lo que también era probable que el trabajo lo hiciera un gran número de personas, posiblemente toda una comunidad o una familia extensa.

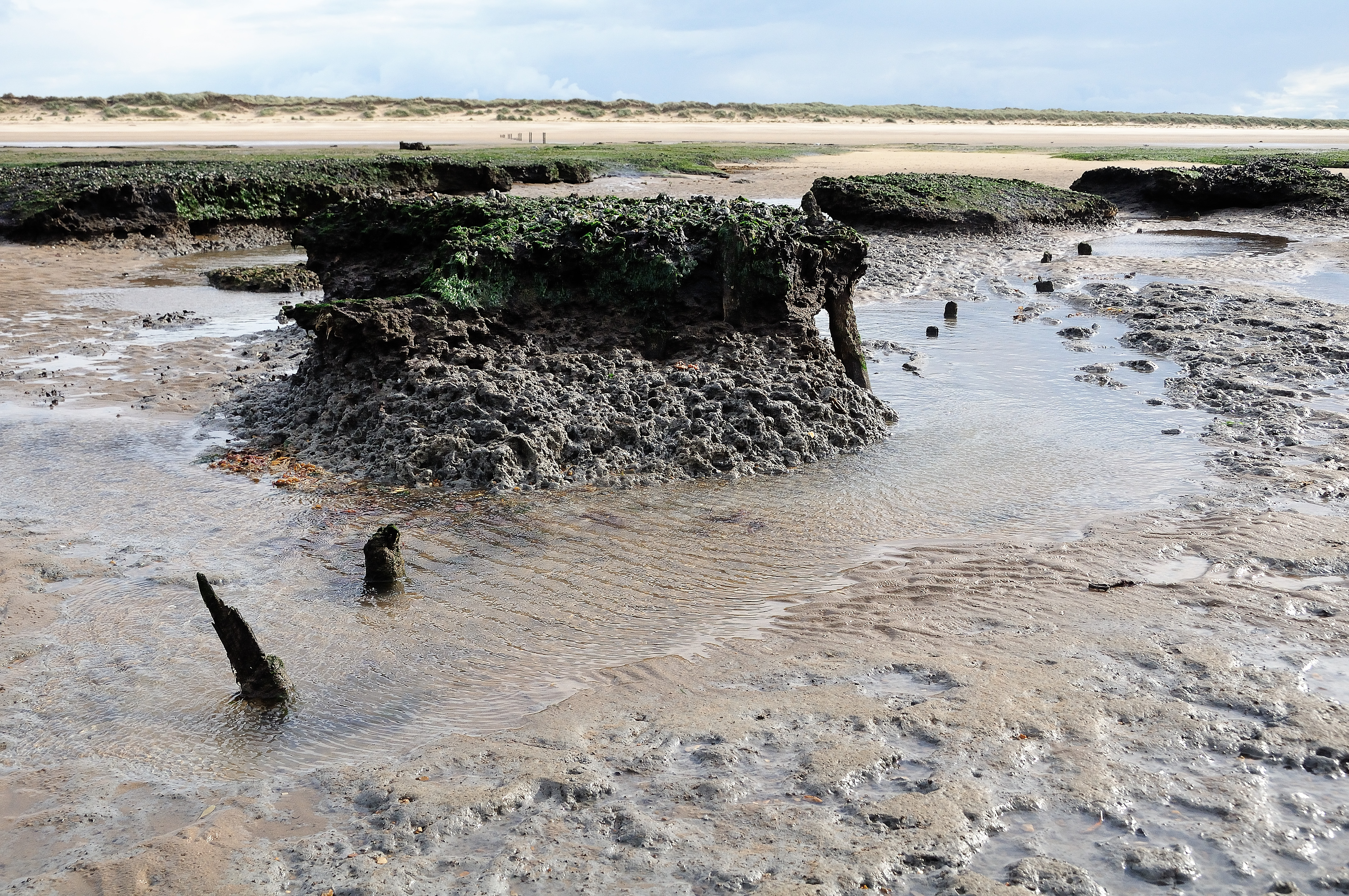
Vestigios de un bosque inundado en la playa de Holme-next-the-Sea, cerca de la ubicación de Seahenge

Seahenge se construyó originalmente en una marisma salina y, a lo largo de los siglos, el área se convirtió en un humedal de agua dulce, ya que creció una barrera en alta mar que impidió que el agua de mar tuviera acceso al área alrededor del círculo. Esto, a su vez, permitió que crecieran árboles de aliso en el área, lo que eventualmente creó una capa de turba sobre las marismas. Con el aumento del nivel del mar en los últimos milenios, el mar avanzó y, finalmente, la arena comenzó a cubrir la turba. A través de este proceso, Seahenge eventualmente pasó de estar tierra adentro a estar en plena playa, cuando fue descubierta por la erosión de la arena y la turba a fines del siglo XX, cuatro mil años desde su construcción original.

## Descubrimiento y excavación
A principios de la primavera de 1998, John Lorimer, un arqueólogo aficionado, estaba pescando camarones con su cuñado Gary en la playa de Holme. La pareja encontró una cabeza de hacha de la Edad del Bronce en el cieno, pero al principio no sabían qué era. Intrigado, Lorimer visitó el área repetidamente y finalmente encontró un tocón de árbol que había sido desenterrado en la playa, algo inusual porque parecía estar boca abajo. Un amigo detector de metales reconoció más tarde la importancia del sitio, por lo que se puso en contacto con el Museo del Castillo de Norwich. Los arqueólogos del museo examinaron la cabeza del hacha, la segunda encontrada en Holme en solo unos meses. Lorimer continuó monitoreando el tocón de árbol invertido. La erosión de las olas expuso gradualmente un anillo circundante de postes de madera, lo que confirma que el sitio fue una construcción humana intencional. Lorimer volvió a ponerse en contacto con el Museo del Castillo.
El museo se puso en contacto con Edwin Rose, en ese momento Oficial de Control de Desarrollo de Norfolk Landscape Archaeology, quien luego visitó el sitio con Lorimer el 12 de agosto de 1998. Al principio, Rose sospechó que se trataba de una trampa para peces del período anglosajón, relativamente común en la zona. Pero empezó a sospechar que podría ser otra cosa. Así que Rose preguntó si English Heritage financiaría una excavación, quienes accedieron.
La excavación en Seahenge comenzó en octubre de 1998, bajo la dirección del sitio Mark Brennand de la Unidad Arqueológica de Norfolk. Resultó un sitio difícil de excavar. Las mareas del mar restringieron el trabajo de excavación de zanjas de prueba a entre una y cuatro horas por día. Una muestra dendrocronológica extraída del tocón se envió para su análisis a la Universidad de Sheffield . En enero de 1999, los resultados preliminares indicaron un monumento de la Edad del Bronce. A pesar de los gastos proyectados, English Heritage decidió que valdría la pena la excavación completa, porque el sitio había comenzado a sufrir erosión: las secciones de madera habían estado expuestas a elementos corrosivos como el oxígeno y la salmuera después de milenios protegidas en el barro.

## Conservación

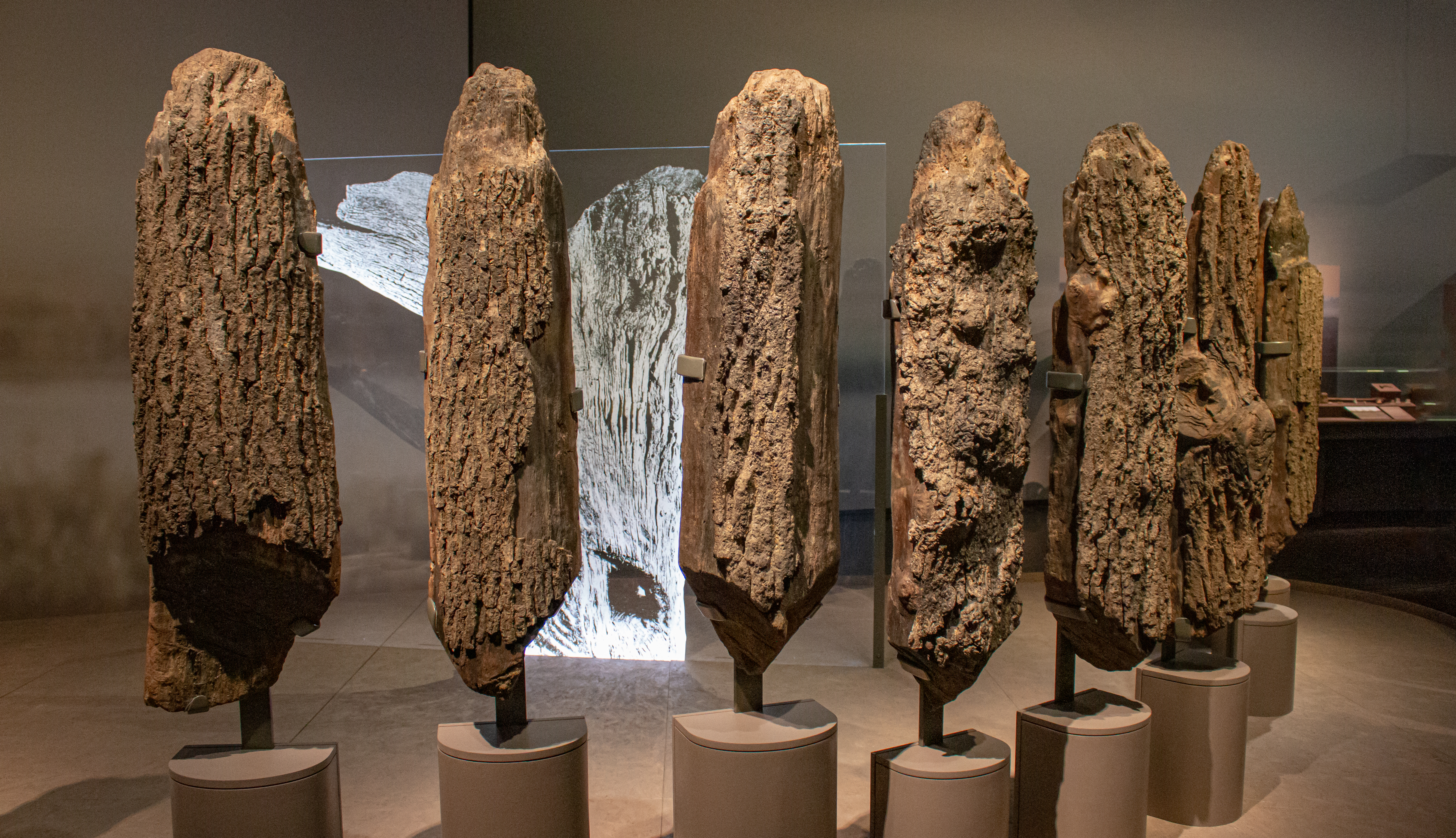
Seahenge (Holme I) en la exposición temporal ″The World of Stonehenge″ en el Museo Británico

Con Seahenge excavado, las maderas con las que se había construido se transportaron cincuenta millas de distancia al centro de campo de Fenland Archaeology Trust en Flag Fen en Cambridgeshire, donde inmediatamente se conservó sumergiéndolo en agua dulce. Luego, las maderas se limpiaron del lodo adherido y se colocaron en almacenamiento permanente. English Heritage empleó tecnología de escaneo láser (desarrollada por Alistair Carty de Archaeoptics) para obtener imágenes precisas de maderas en tres dimensiones, lo que permitió a los arqueólogos crear un modelo virtual de todo el sitio.[6] En Flag Fen, luego se empapaba continuamente en agua emulsionada con cera para reemplazar lentamente (a lo largo de los años) la humedad de la madera con cera. La conservación incluyó el tratamiento con polietilenglicol. Más tarde se transfirió a Portsmouth, donde los expertos en arqueología marítima de Mary Rose Trust continuaron el programa en su sitio especialmente diseñado.
Tras haberse completado el trabajo de conservación, se montó una reconstrucción de Seahenge cerca de su sitio original, en el Museo Lynn, abierto al público en abril de 2008. 

## Holme II
Cien metros al este, se encontró otro anillo mucho más grande, que consiste en dos círculos de madera concéntricos que rodean un hoyo bordeado de vallas que contiene dos troncos de roble. Conocido como Holme II, la dendrocronología da una fecha idéntica a Seahenge: 2049 a. C. Esta es la primera vez que se demuestra que dos monumentos prehistóricos adyacentes se construyeron juntos. Los detalles de la construcción de Holme II difieren de los de Holme I (Seahenge): por ejemplo, la empalizada de Holme I tenía la corteza del árbol intacta, mientras que se quitó para Holme II, dando a los dos recintos colores oscuros y claros contrastantes. Una sugerencia es que las raíces vueltas hacia arriba en Holme I se usaron para la excarnación, mientras que los restos se enterraron más tarde en Holme II, que puede haber contenido un túmulo funerario (ahora destruido) que se extendía hasta el círculo interior de madera que se habría formado. el revestimiento (borde de seguridad exterior) del montículo.
Aunque también está amenazado de destrucción por el mar, este sitio ha quedado in situ y expuesto a la acción de las mareas del mar.

## En la cultura popular
Jean-Jacques Burnel, bajista de The Stranglers, vivía en Holme-next-the-Sea en el momento del descubrimiento. El monumento lo inspiró a escribir las canciones del álbum de 2004 de la banda, Norfolk Coast.
Seahenge proporciona la inspiración para un círculo de madera representado en la novela Darkhenge de Catherine Fisher de 2005. Fisher habla de un monumento prehistórico que presenta un roble volcado rodeado por 24 maderas, cada una de las cuales simboliza uno de los caracteres del alfabeto del árbol ogam. Este círculo, conocido como Darkhenge, se describe como ubicado en Avebury en Wiltshire y se representa como el portal a Annwyn, el inframundo de la mitología galesa.
Seahenge se puede visitar en el videojuego Assassin's Creed: Valhalla de 2020, que se considera un misterio en el juego.